# Shizuka
Shizuka (in kanji: 静夏 o 静香) è un nome proprio di persona giapponese femminile.

## Origine e diffusione
È composto da un primo elemento 静 (shizu, "tranquillo") combinato con 夏 (ka, "estate") o con 香 (ka, "profumo"); questo secondo elemento si ritrova anche in Mika, Chikako e Haruka.

## Onomastico
Non ci sono sante con questo nome, che è quindi adespota: l'onomastico può essere festeggiato il 1º novembre ad Ognissanti.

## Persone

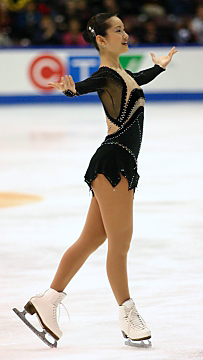
Shizuka Arakawa

- Shizuka Arakawa, pattinatrice artistica su ghiaccio giapponese
- Shizuka Itō, cantante e doppiatrice giapponese

## Il nome nelle arti
- Shizuka Hattori è un personaggio della serie manga e anime Detective Conan.
- Shizuka Hiou è un personaggio della serie manga e anime Vampire Knight.
- Shizuka Minamoto è un personaggio della serie manga e anime Doraemon.
- Shizuka Joestar é un personaggio della serie manga e anime Le bizzarre avventure di JoJo.